# Astronidium saulae
Espèce
Statut de conservation UICN

 DD  : Données insuffisantes
Astronidium saulae est une espèce de plantes à fleurs de la famille des Mélastomatacées.